# Mistislau I de Czernicóvia
Mistislau I (em bielorrusso: Мсціслаў Уладзіміравіч; em russo: Мстислав Владимирович; em ucraniano: Мстислав Володимирович ) foi o primeiro príncipe atestado de Tamatarcha e Czernicóvia da Rússia de Quieve. Era o filho mais jovem do grão-príncipe Vladimir I (r. 980–1015). Seu pai nomeou-o governante de Tamatarcha, importante fortaleza no estreito de Querche, em ou após 988. Mistislau invadiu o núcleo dos territórios rus', que estavam sob controle de seu irmão Jaroslau I, o Sábio (r. 1019–1054), em 1024. Embora não pode tomar Quieve, forçou os eslavos orientais que viviam ao leste do rio Dniepre a aceitar sua suserania. Jaroslau também aceitou a divisão dos rus' junto ao rio após Mistislau derrotá-lo em batalha travada em Listven, nas cercanias de Czernicóvia. Mistislau transferiu sua sede para Czernicóvia, e tornou-se o primeiro governante do principado que emergiu em torno dela.

## Vida

### Primeiros anos
Era um dos muitos filhos do grão-príncipe Vladimir I (r. 980–1015). Sua posição exata na família é disputada, pois Vladimir, que teve sete esposas e muitas concubinas antes de sua conversão, teve dois filhos chamados Mistislau, segundo Crônica de Nestor. Uma delas foi Raguenilda, que foi forçada a ser sua primeira esposa no final dos anos 970. O segundo Mistislau nasceu de uma mulher checa. Historiadores debatem se o futuro príncipe de Tamatarcha e Czernicóvia foi filho de Raguenilda ou da esposa checa: a primeira opção é preferida por George Vernadsky, a segunda por Janet Martin.

### Príncipe de Tamatarcha

Principados rus'

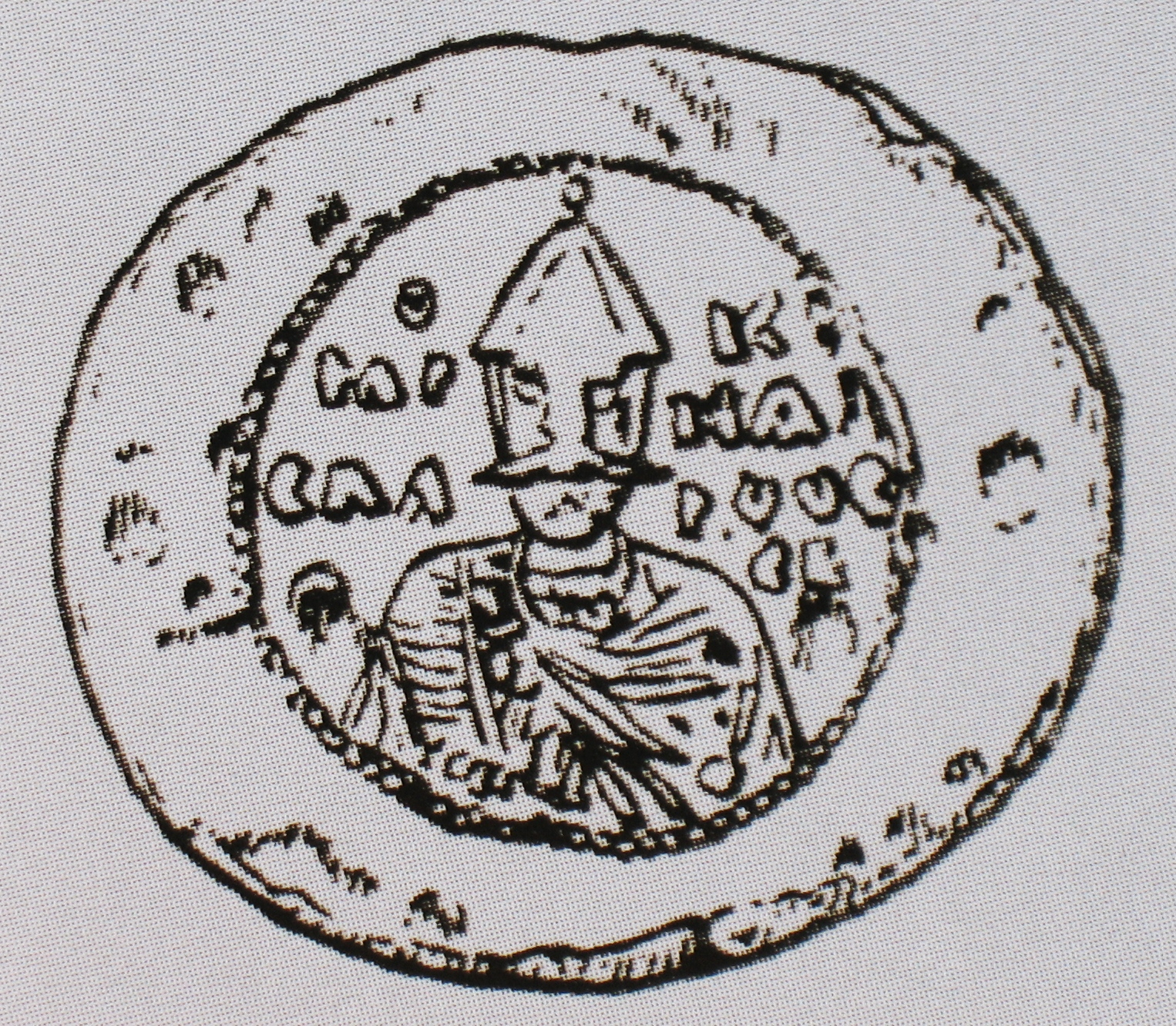
Desenho do selo de Jaroslau

Polônia ca. 1002-1005

Vladimir administrou grandes porções dos territórios rus' através seus filhos ao colocá-los em cidades nas fronteiras. A Crônica de Nestor narra, para o ano 988, que Mistislau tornou-se príncipe de Tamatarcha após a morte de um de seus irmãos, Visseslau de Novogárdia. Vernadsky escreve que Mistislau, como governante de Tamatarcha, assumiu o título de grão-cã. Tamatarcha foi uma importante cidade controlando o estreito de Querche entre o mar de Azove e o mar Negro. Estava separada de outras partes dos rus' pelas estepes. Sob Mistislau, primeiro príncipe conhecido, a cidade se desenvolveu num importante empório para comerciantes rus' e o Império Bizantino.
Vladimir morreu em 1014 enquanto se preparada para uma campanha contra seu filho rebelde, Iziaslau. Mistislau permaneceu neutro durante a guerra civil que se seguiu à morte do pai e terminou com a vitória de seu irmão, Jaroslau I, o Sábio em 1019. O cronista bizantino João Escilitzes escreve sobre um "Esfengo, irmão de Vladimir" que assistiu a frota imperial no ataque a Cazária em 1016. Segundo os historiadores Simon Franklin e Jonathan Shepard, esse Esfengo – cujo nome parece ser a variante grega do varangiano Sueno – poderia ser identificado com Mistislau.
Em 1022, Mistislau matou Redédia, príncipe da tribo circassiana dos cassogianos num duelo após violar as regras acordadas no duelo. Redédia propôs um duelo físico sem o uso de armas de modo a evitar a possibilidade de mais guerra e morte aos cassogianos que já estava num estado de guerra semi-permanente. Mistislau concordou e o duelo começou, Redédia imediatamente afirmou sua dominância e derrotou Mistislau. Pego desprevenido, Mistislau revelou uma adaga e traiu Redédia e a honra do duelo ao acertá-lo. Redédia, em seus suspiros finais, insistiu que seus companheiros não conduzissem uma vendeta de sangue para evitar mais guerras aos cassogianos que já lutaram com outros povos antes da campanha de Mistislau. O legado de Redédia foi imortalizado por seus bardos e seu nome continua a viver nos modernos menestréis, poemas e músicas populares circassianas. Segundo a Crônica de Nestor, Mistislau tomou a "esposa e filhos" de Redédia e "impôs tributo aos cassogianos" após sua vitória. Muitos cassogianos uniram-se ao druzina ou comitiva de Mistislau. Ele construiu uma igreja, dedicada a Virgem Maria, em sua sede em cumprimento do juramento que havia feito antes do duelo.

### Príncipe de Czernicóvia
Em 1024, enquanto Jaroslau estava fora de Quieve, Mistislau liderou seu exército, que incluía tropas cassogianas e cazares, contra Quieve. Embora não poderia entrar na capital dos russos devido a oposição local, forçou os severianos — uma tribo de eslavos orientais que vivia ao longo do rio Desna a leste de Quieve — a aceitar sua suserania. Ele transferiu sua sede de Tamatarcha para Czernicóvia, que era a segunda maior cidade dos rus'. Por nenhuma fonte mencionar um príncipe local governando Czernicóvia antes desse evento, historiadores consideram Mistislau como primeiro governante do Principado de Czernicóvia. Ele expandiu a cidadela e as construções defensivas em torno do subúrbio em sua nova sede.

### Duunvirato
Jaroslau, que mantinha tropas varegues em Novogárdia, invadiu o domínio de Mistislau em 1024. Na batalha decisiva, que foi travada em Listven próximo de Czernicóvia, Mistislau venceu. Jaroslau cedeu os territórios a leste do rio Dniepre a Mistislau.  Após a distribuição de terras dos rus', Mistislau governou seu principado autonomamente. Ordenou a construção na capital da catedral de alvenaria dedicada a Transfiguração do Santo Salvador em 1030 ou 1031.
Mistislau forçou os alanos que viviam junto do curso inferior do rio Don a aceitar sua suserania em 1029. Ele quase cooperou com seu irmão nos últimos anos de sua vida. Jaroslau e Mistislau conjuntamente invadiram a Polônia e ocuparam as cidades rutenas em 1031. A Crônica de Nestor narra que "também tomaram muitos polacos e distribuíram-os como colonos em vários distritos." 
O único filho de Mistislau, Eustáfio morreu em 1033. Segundo a Crônica de Nestor, "adoeceu e morreu" numa expedição de caça entre 1034 e 1036. Foi sepultado na Catedral da Transfiguração que havia sido à época "construída a um ponto mais alto do que um homem sobre as costas de um cavalo podia alcançar sem suas mãos". Por Mistislau morrer sem varões (teve ao menos uma filha), seu principado foi unido com o reino de seu irmão.